# Osvaldo Díaz
Pour les articles homonymes, voir Díaz.
Osvaldo Díaz, né le 22 décembre 1981, est un footballeur international paraguayen. Il joue pour le 12 de Octubre FC au poste de milieu de terrain.

## Carrière

### En club
Díaz commence sa carrière au Club Guaraní, dans le championnat du Paraguay, où il dispute 167 matchs pour 30 buts. Il inscrit notamment 10 buts lors de l'année 2004. 
Il s'engage durant l'année 2007 en faveur du Club Olimpia. En février 2008, il quitte son pays natal et signe en Suisse, au FC Lugano, où il ne joue que 17 minutes en trois matchs.
Après une expérience totalement ratée en Europe, il retourne au Paraguay, et joue notamment avec le Sportivo Luqueño, l'Independiente Campo Grande et le 12 de Octubre FC.
Au cours de sa carrière, il inscrit cinq buts en Copa Libertadores, avec notamment un doublé contre le club brésilien de Santos en 2004.

### En équipe nationale
Diaz participe avec l'équipe du Paraguay des moins de 20 ans à la Coupe du monde des moins de 20 ans 2001 organisée en Argentine. Lors du mondial junior, il joue quatre matchs, le Paraguay se classant quatrième de la compétition.
Diaz fait partie de l'équipe olympique du Paraguay qui, en 2004, atteint la finale des Jeux olympiques de 2004. L'équipe bat la Corée du Sud en quarts de finale, avant d'éliminer l'Irak en demi-finale. Le Paraguay s'incline en finale contre l'Argentine. Titulaire indiscutable, Diaz dispute cinq matchs lors du tournoi olympique.
Diaz reçoit une seule sélection en équipe du Paraguay, lors de l'année 2004.